# Хорея (хвороба)
Хорея (або латинською хорея санкті віті, танець святого Віта) — термін, що застосовується до групи неврологічних порушень (інша їх назва неврологічна дискінезія) для яких характерні аномальні мимовільні рухи однієї ноги і/або руки, що дещо схожі на танцювальні вправи або гру на піаніно. Смикання кінцівок відбувається через нерегулярні скорочення, які бувають як однотипними (ніби чітке відбиття ритму), так і неповторюваними (течуть від одного м'яза до наступного). Іноді до проявів хвороби відносять тремор голови.
Слово хорея походить від дав.-гр. χορεία (khoreia), що перекладається як «танок». Корінь цього слова лежить також, наприклад, і у слові хореографія.
Термін напівхорея (hemichorea) відноситься до хореї, що охоплює якусь сторону тіла, наприклад, хорея однієї руки, але не одночасно двох (за аналогією з балізмом).

## Класифікація
Хорея має різноманітні підвиди, і знання характеристик кожного з них є ключем до вчасного встановлення правильного діагнозу. Існують різні класифікації, ось деякі:

### Генетично зумовлені хореї
- Хвороба Гантінгтона: викликається генетичною мутацією, яка поступово руйнує окремі ділянки мозку, вона є аутосомно-домінантною хворобою, це означає, що шанс передачі цієї хвороби спадково від батьків до дітей становить 50 %. Всі діти осіб хворих хореєю ризикують бути теж зараженими сією хворобою. Недуг розвивається від мутації гену huntigtin в якому відбувається серія хибних повторів тригета CAG. Чим більша кількість повторень, тим важчими будуть симптоми. Треба враховувати термін пейнтранс, що має велике значення в цьому захворюванні. Термін означає, що залежно від кількості повторень, які має цей ген, хвороба може бути представлена, а може й ні.
- Доброякісна спадкова хорея: вона зазвичай не прогресує і не викликає психічного погіршення.
- Дентаторно-палідолуйсіанальна атрофія (Atrofia dentatorubro-palidoluysiana): поєднання мозочкової атаксії, деменції, епілепсії, хореоатетозу. У дітей хвороба нагадує прогресуючу міоклонічну епілепсію, а у дорослих (після 40 років) — дуже схожа на хворобу Гантінгтона.[1] Найчастіше цей розлад зустрічається в Японії.[2]
- Спадковий перевернутий (інвертований) хореоатетоз: поєднання хореїчних рухів і спадкового атетозу.
- Нейроакантоцитоз: синдром обумовлений рядом генетичних мутацій, що викликають різні клінічні наслідки. Насамперед синдром вражає головний мозок, точніше кажучи базальні ганглії. Це захворювання є спадковим, але вельми рідкісним.

### Ідіопатичні
- Доброякісна сімейна хорея (benign hereditary chorea)
- Спадковий перевернутий (інвертований) хореоатетоз